# Abundantia-Brunnen (Naumburg)

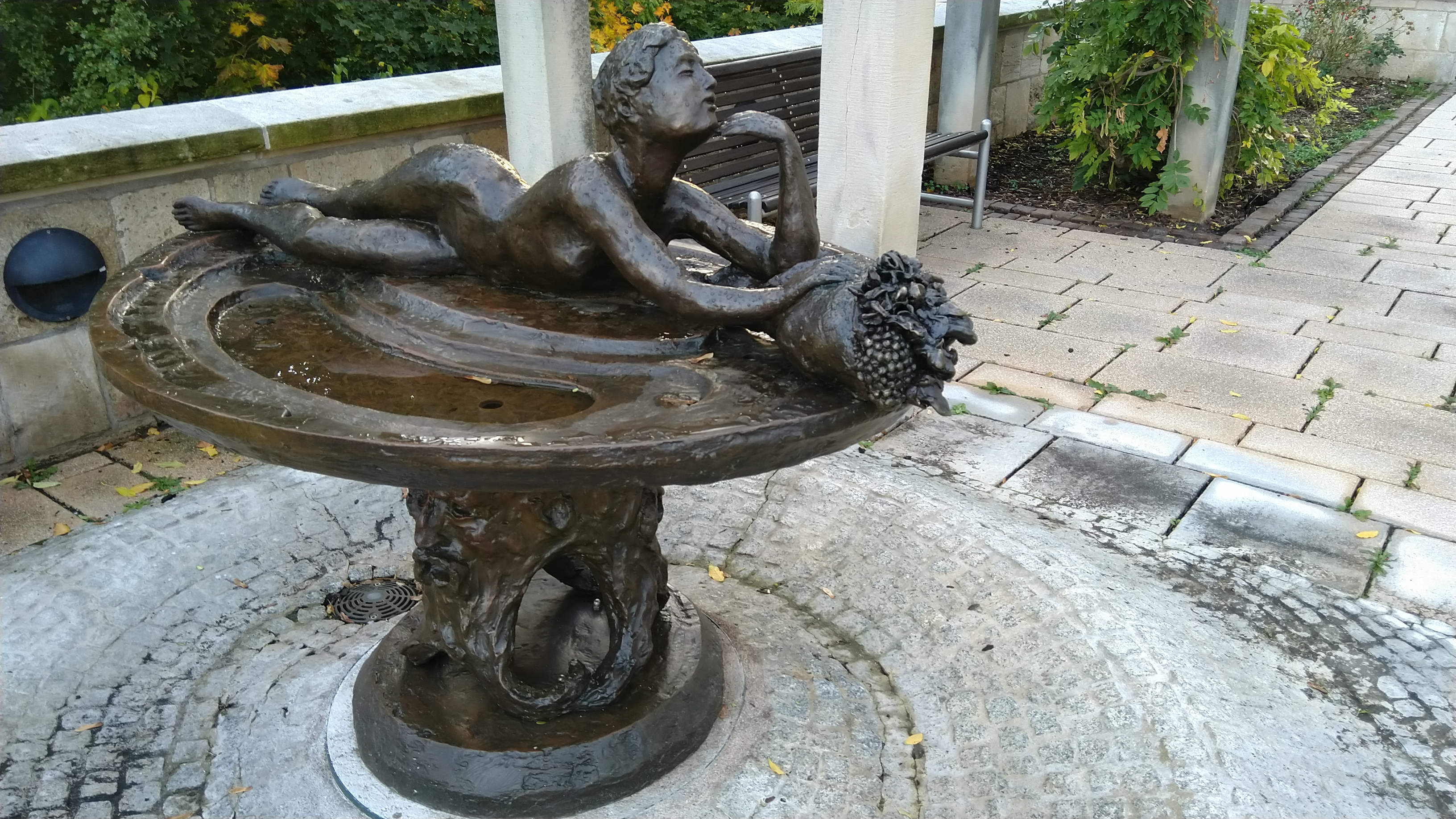
Abundantia-Brunnen in Naumburg (Saale)

Der Abundantia-Brunnen befindet sich im Laubengang des Oberlandesgerichts in Naumburg (Saale).
Im Zusammenhang mit der Errichtung des Oberlandesgerichtes (1914–1916) entwarf Max Klinger im Auftrag des Naumburger Oberbürgermeisters Arthur Dietrich einen Brunnen, der nach dem Motiv des Überflusses gestaltet war, und durch die Stadt Naumburg gestiftet werden sollte. Der Brunnen mit der römischen Göttin des Überflusses Abundantia wurde aber aufgrund des Ausbruchs des Ersten Weltkriegs sowie der Inflation in Deutschland nicht aufgestellt. Das Brunnenmodell Klingers kam an das Museum der bildenden Künste Leipzig.
Auch die folgenden Jahrzehnte machten eine Aufstellung unmöglich, da sie vom Dritten Reich, dem Zweiten Weltkrieg und der Übernahme der Besatzung durch die Sowjetarmee, die hier den Stab der 57. Garde-Mot-Schützendivision stationierte, geprägt waren. Bis zum Abzug der Truppen im Jahr 1994 war der gesamte Bereich für die Öffentlichkeit nicht zugänglich. Erst im Jahr 1996 ergriff der Naumburger Oberbürgermeister Curt Becker die Initiative zur Umsetzung des Vorhabens. Er verzichtete auf städtische Haushaltsmittel und  finanzierte den Brunnen mit Spenden zahlreicher Bürger Naumburgs. Der Guss wurde 1996 in der Bronzegießerei Noack im Maßstab 2:1 realisiert. Die Übergabe des Brunnens an das Oberlandesgericht erfolgte im Sommer 1998.
Der Bronzebrunnen zeigt eine liegende, sich lässig räkelnde und dem Müßiggang frönende Mädchengestalt, die Göttin Abundantia, in der Brunnenschale, vor der sich ein nach außen weisendes Füllhorn mit allerlei Früchten befindet. Aus diesem scheinen Weintrauben und andere Früchte überzufließen, was dem Brunnenmotiv entspricht. Der die Brunnenschale tragende Sockel ist gestaltet mit drei fratzenhaften Gesichtern, deren Bartenden sich miteinander verschlingen. Das Modell hierfür schuf Max Klinger in den Jahren von 1913 bis 1915 und nicht, wie andernorts angegeben ist, erst 1916. Eine Sonderausstellung mit Klingers Graphiken fand 2020 im Oberlandesgericht statt.